# Tricoryna ectatommae
Tricoryna ectatommae är en stekelart som beskrevs av Girault 1915. Tricoryna ectatommae ingår i släktet Tricoryna och familjen Eucharitidae. Inga underarter finns listade i Catalogue of Life.